# إدوارد إيفز (مجدف)
إدوارد إيفز (بالإنجليزية: Edward Ives) هو مجدف أمريكي، ولد في 3 يناير 1961 في ماونت كيسكو في الولايات المتحدة.

## وصلات خارجية
- إدوارد إيفز على موقع الاتحاد الدولي للتجديف (الإنجليزية)
- إدوارد إيفز على موقع اللجنة الأولمبية الدولية (الإنجليزية)
- إدوارد إيفز على موقع أوليمبيديا (الإنجليزية)